# Jezioro Kierskie
Jezioro Kierskie (pol. hist. Jezioro Wielkie) – jezioro rynnowe polodowcowe, położone w zachodniej części Poznania. Jest to największy zbiornik wodny miasta i jeden z największych w Wielkopolsce. Jezioro leży na terenie Pojezierza Poznańskiego.

## Informacje ogólne
Leży w zachodnim, golęcińskim klinie zieleni. Powierzchnia zwierciadła wody według różnych źródeł wynosi od 285,0 ha przez 288,1 ha do 310,0 ha. Zwierciadło wody położone jest na wysokości 72,0 m n.p.m. lub 71,9 m n.p.m. Średnia głębokość jeziora wynosi wg różnych źródeł od 10,1 m przez 10,8 m do 11,0 m, natomiast głębokość maksymalna od 34,1 m przez 36,0 m do 37,6 m. Linia brzegowa wynosi ponad 12 km.

## Czystość
W oparciu o badania przeprowadzone w 2003 roku wody jeziora zaliczono do III klasy czystości i II kategorii podatności na degradację.
W 1988 podjęto na akwenie pierwsze działania rekultywacyjne. Zainstalowano wówczas trzy aeratory typu Ekoflox w rejonie najgłębszego miejsca jeziora.

## Przyroda
Roślinność łąk podwodnych jest najsilniej rozwinięta na płytszym brzegu wschodnim, gdzie prawie wzdłuż całego wybrzeża rozpościera się kobierzec ramienic. Następnie pojawiają się rdestnice, moczarka i najgłębiej rzęsa trójrowkowa. W formacji ścisłej roślinność podwodna schodzi do głębokości około 5–6 metrów, choć pojedyncze rzęsy znaleziono nawet na głębokości 9 metrów (1932 rok). 

## Wykorzystanie
Jest znanym w kraju ośrodkiem sportów wodnych – żeglarskiego i bojerowego. Jedno strzeżone kąpielisko – w Krzyżownikach, liczne ośrodki wypoczynkowe. Co roku na Jeziorze Kierskim odbywają się zawody Wpław przez Kiekrz. W 1984 odbyły się tu pierwsze w Polsce zawody triathlonowe.

## Historia
Pierwszy zachowany zapis historyczny związany z jeziorem pochodzi z połowy XIV wieku i ma średniowieczną metrykę. Kiedyś jezioro miało inną nazwę i nazywało się "Jeziorem Wielkim". W 1335, według zachowanej kopii pochodzącej z XVIII wieku, odnotowane zostało w łacińskim dokumencie z użyciem staropolskiego jako "Welke iezioro". W 1546 po łacinie wspomniane jako "lacus magnus" czyli po polsku "Wielkie Jezioro".
Jezioro w okresie średniowiecza było własnością szlachecką i leżało w powiecie poznańskim województwa poznańskiego w Koronie Królestwa Polskiego.
W 1335 podstoli poznański Szczepan (oryg. "Stephanus") z Górki koło Szamotuł oddał klasztorowi joannitów koło Poznania swoje wsie Kanclerzewice i Rangoczino, położone koło jeziora Wielkiego wraz z łąkami leżącymi między sitowiem, a kątem, którym woda z niego wypływa (zapewne chodzi o północno-wschodni narożnik Jeziora Kierskiego) wraz z trzema mniejszymi jeziorami przyległymi do Rangoczina (obecnie są to oczka wokół Jeziora Strzeszyńskiego, a w zamian otrzymał Andrzejewo. W 1524 Jan Kierski zapisał swojej żonie Annie posag oraz wiano na połowie Kiekrza z dworem, domem, folwarkiem oraz swoją częścią jeziora. W 1539 odnotowano, że rola zwana "Kierchówek" przylegała do Jeziora Kierskiego. W 1546 Jakub Sadowski dał w dożywocie Katarzynie, żonie Mikołaja Sobockiego, całe połowy dwóch jezior, tj. jeziora Wielkie, obecne Jezioro Kierskie i Jezioro Poświątne, które leżały na gruntach wsi Kiekrz.
W 1911 lokalny rybak Dreczkowski wypatrzył, a następnie wydobył w pobliżu brzegu od strony Psarskiego, uszkodzoną łódź, tzw. dłubankę, wykonaną z jednego pnia dębowego. Przekazał ją nauczycielowi Vorwerkowi, który z kolei podarował znalezisko Muzeum Cesarza Fryderyka w Poznaniu. Długość łodzi wynosiła 3,88 metra, szerokość 60 cm, a wysokość 34 cm. Wewnątrz łodzi umieszczona była gródź. Szczegółowe oględziny wykazały, że pojazd nie został nigdy wykończony i prawdopodobnie nie pływał. Badania dendrochronologiczne wykazały natomiast, że łódź wykonano krótko po 1394.

### Historia badań
W 1927 Julian Rzóska z PTPN przeprowadził badania limnologiczne akwenu. Obejmowały one termikę, budżet tlenowy, przeźroczystość, faunę i plankton. Zbiornik, jako jezioro eutroficzne, zaliczono wtedy do typu Plumosus-Bathophilus, według klasyfikacji Thienemanna-Lundbecka.
W latach 1928–1929 J. Jakubisiakowa podczas badań chruścików w jeziorze, znalazła 34 ich gatunki, z których trzy były nowe dla Polski: Leptocerus tineiformis, Ceraclea annulicornis i Beraea maurus, a dwadzieścia dla Polski zachodniej w jej ówczesnych granicach. Przeprowadzono także badania porównawcze w zakresie podobieństwa zespołów larwalnych chruścików z Jeziorem Wigry.
W. Krach, w tych samych latach, przebadał faunę chrząszczy wodnych jeziora i wód przyległych. Stwierdzono występowanie 83 gatunków tych owadów oraz 4 ich odmian. Pierwszy raz w okolicach Poznania stwierdzono wtedy występowanie kilkunastu z nich.

## Galeria

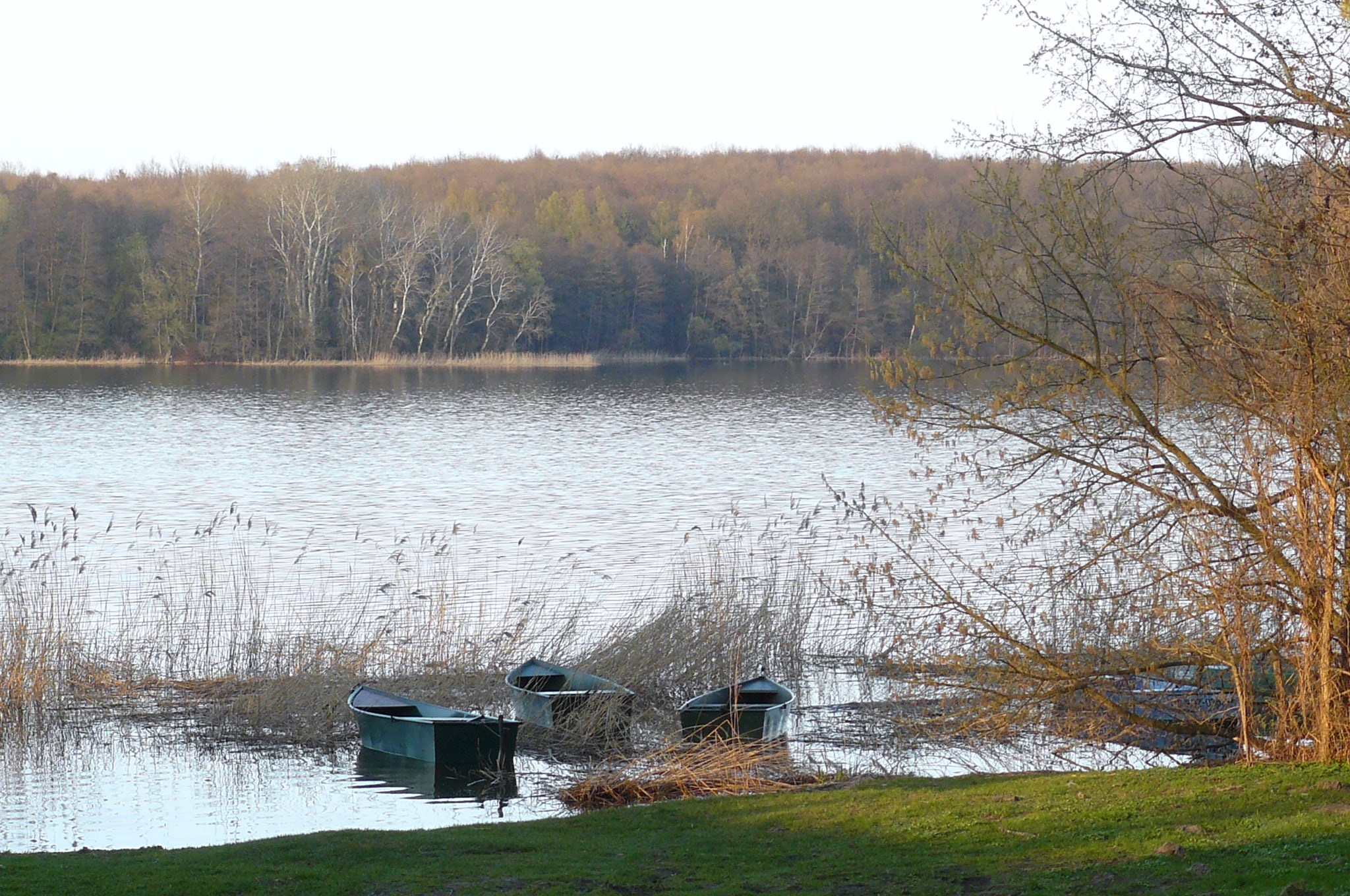
Widok z zachodniego brzegu
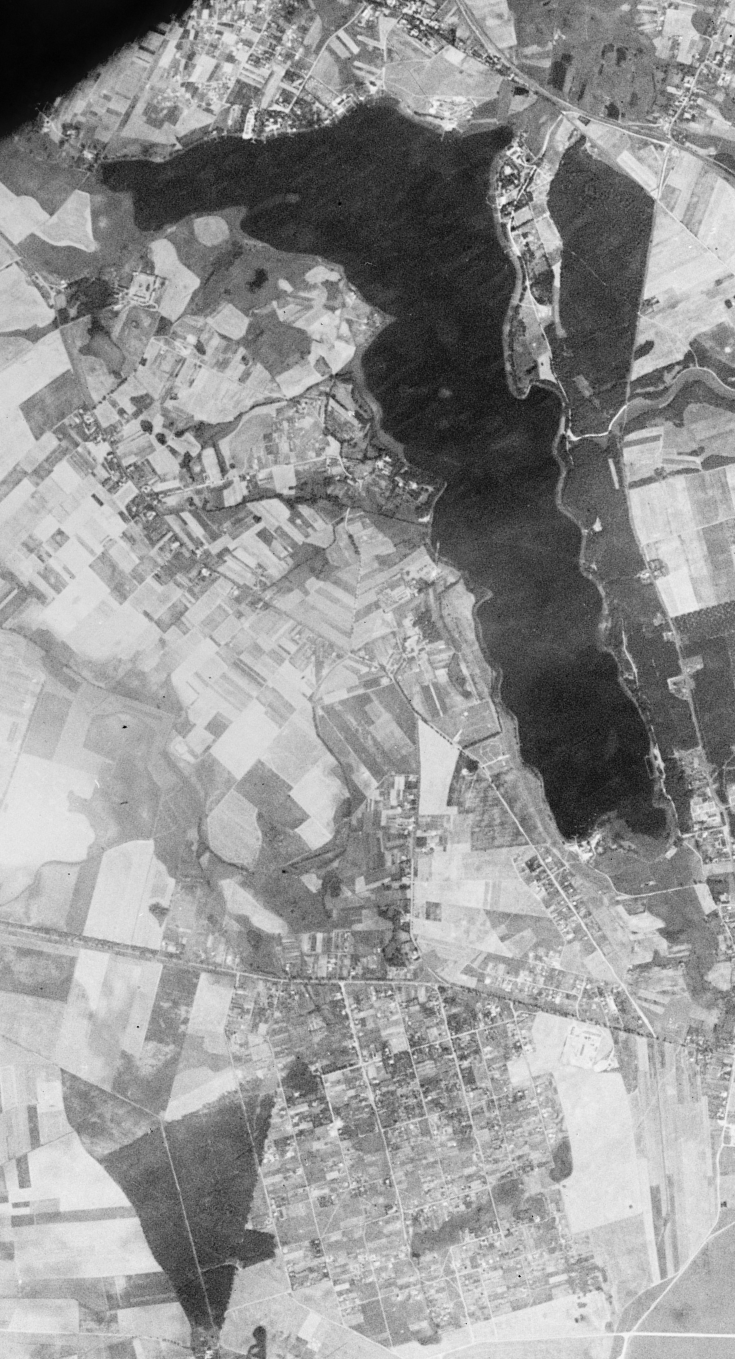
Jezioro Kierskie, Chyby i Baranowo – zdjęcie satelitarne z 1965